# فردریک آگوستوس تزیگر
فردریک آگوستوس تزیگر (انگلیسی: Frederic Thesiger, 2nd Baron Chelmsford; ۳۱ مهٔ ۱۸۲۷ – ۹ آوریل ۱۹۰۵) فرد نظامی اهل پادشاهی متحد بریتانیای کبیر و ایرلند بود. وی همچنین برندهٔ جوایزی همچون نشان حمام و نشان سلطنتی ویکتوریایی شده‌است.